# Клиф Бъртън
Клифърд Лий Бъртън (на английски: Clifford Lee Burton) е американски музикант, бивш басист на траш/хевиметъл групата Металика, с когото записват първите си три албума – Kill 'Em All, Ride the Lightning и Master of Puppets.

## Биография
Музикалната кариера на Клиф започва през 1980 г., когато създава групата EZ-Street. Втората му група е Agents of Misfortune, формирана през 1981 г. Третата група, в която участва, е Trauma. Присъединява се към нея през 1982 г. През декември същата година се присъединява към „Металика“.
Последната му изява е на концерта на „Металика“ в Стокхолм на 26 септември 1986 г. По време на турнето групата се оплаква от неудобния автобус и в нощта след концерта теглят чоп за това кой първи да си избере легло. Клиф изтегля най-силната карта – Асо пика, известна във фолклора като „картата на смъртта“. Младият басист избира да си смени леглото с това на Кърк Хамет, което е най-близо до прозореца. Малко преди 7 часа сутринта автобусът, с който пътува групата, се преобръща. Останалите членове се отървават само със силен стрес, но Бъртън изхвърча през прозореца и загива на място, затиснат от автобуса. Това е огромен шок както за музикантите, така и за феновете. Клиф Бъртън е смятан за един от най-добрите басисти в света въпреки своята младост.
През октомври същата година „Металика“ продължава турнето си, като спешно назначава на бас китарата своя фен Джейсън Нюстед. Нюстед идва от ъндърграунд група, която не е особено известна тогава. Въпреки че Нюстед прекарва цели 15 години с „Металика“, утвърждава се пред феновете и записва най-комерсиалния албум на групата, който ѝ носи световна слава, той никога не е абсолютно приет от останалите членове.